# مريوفيللم
مريوفيللم هي نبتة من نباتات أحوض الأسماك، موطنه الأصلي أمريكا، من النباتات الرهيفة ذات الأوراق الأبرية والتي يعدّ وزنها خفيفا مما يؤدي إلى سهولة طفوه. النبتة جميلة المنظر ويتكون من عـدد كبير من الأوراق المنظمة عـلى شكل حلقة قريبة بعـضها من بعـض، وكل حلقة مكونة من سبعة أوراق والنبات عـموماً لونه أخضر وسيقانه طويلة لينة، تصل إلى سطح الماء وهي مثبتة في قاع الأكواريوم بوساطة جذور صغـيرة وإذا فصل جزء من هذا النبات فإنه سرعـان ما تنبت له جذور ويصبح نباتا جديداً، وتستمر حياته. هذا النبات يموت في الخريف مع بقاء السيقان التي تكون في نهايتها براعـم، حتى إذا مات النبات في الشتاء تسقط البراعـم وتستقر في قاع الحوض أو البحيرة حتى إذا جاء الربيع فإنها سرعـان ما تنمو وتبدأ دورة حياتها من جديد .وهذا النوع من النباتات من أجود الأنواع المائية وأكثرها تهوية للماء حتى في غـياب الضوء (أي في الظلام الدامس)، الميريوفيل يتوالد ويتفرع بنجاح في المياه الراكدة والقليلة التيارات المائية.